# Nampurejo
Nampurejo is een bestuurslaag in het regentschap Purworejo van de provincie Midden-Java, Indonesië. Nampurejo telt 796 inwoners (volkstelling 2010).